# O Valadouro
O Valadouro és un municipi de la província de Lugo a Galícia, que forma part de la comarca d'A Mariña Central.

## Parròquies
- Budián (Santa Eulalia)
- O Cadramón (San Xurxo)
- Ferreira (Santa María)
- Frexulfe (Santa Eulalia)
- Alaxe (San Xoán)
- Moucide (Santo Estevo)
- Recaré (San Xiao)
- Santo Tomé de Recaré (San Tomé)
- Santa Cruz do Valadouro (Santa Cruz)
- Vilacampa (Santa María)